# پارالمپیک تابستانی ۲۰۱۲
بازی‌های پارالمپیک تابستانی ۲۰۱۲ لندن چهاردهمین دوره از بازی‌های پارالمپیک می‌باشد که از ۸ تا ۱۹ شهریور ۱۳۹۱ (۲۹ اوت تا ۹ سپتامبر ۲۰۱۲) در ۲۱ رشتهٔ ورزشی برگزار شده است. کمیته بین‌المللی المپیک اعلام کرده است که بازی‌های پارالمپیک لندن بهترین دوره از برگزاری پارالمپیک‌ها بود.

## جدول مدال‌ها
بازی‌های پارالمپیک تابستانی ۲۰۱۲ چهاردهمین دوره از بازی‌های پارالمپیک می‌باشد که از ۸ تا ۱۹ شهریور ۱۳۹۱ (۲۹ اوت تا ۹ سپتامبر ۲۰۱۲) در ۲۱ رشتهٔ ورزشی در لندن برگزار شد. در این پارالمپیک، چین، روسیه و انگلستان به ترتیب در رتبه‌های یکم تا سوم جدول مدال‌ها قرار گرفتند.
Key
   *   میزبان (بریتانیا)
| رتبه  | NPC                       | طلا | نقره | برنز | مجموع |
| ۱     | چین (CHN)                 | ۹۵  | ۷۱   | ۶۵   | ۲۳۱   |
| ۲     | روسیه (RUS)               | ۳۶  | ۳۸   | ۲۸   | ۱۰۲   |
| ۳     | بریتانیای کبیر (GBR)*     | ۳۴  | ۴۳   | ۴۳   | ۱۲۰   |
| ۴     | اوکراین (UKR)             | ۳۲  | ۲۴   | ۲۸   | ۸۴    |
| ۵     | استرالیا (AUS)            | ۳۲  | ۲۳   | ۳۰   | ۸۵    |
| ۶     | ایالات متحده آمریکا (USA) | ۳۱  | ۲۹   | ۳۸   | ۹۸    |
| ۷     | برزیل (BRA)               | ۲۱  | ۱۴   | ۸    | ۴۳    |
| ۸     | آلمان (GER)               | ۱۸  | ۲۶   | ۲۲   | ۶۶    |
| ۹     | لهستان (POL)              | ۱۴  | ۱۳   | ۹    | ۳۶    |
| ۱۰    | هلند (NED)                | ۱۰  | ۱۰   | ۱۹   | ۳۹    |
| ۱۱    | ایران (IRI)               | ۱۰  | ۷    | ۷    | ۲۴    |
| ۱۲    | کره جنوبی (KOR)           | ۹   | ۹    | ۹    | ۲۷    |
| ۱۳    | ایتالیا (ITA)             | ۹   | ۸    | ۱۱   | ۲۸    |
| ۱۴    | تونس (TUN)                | ۹   | ۵    | ۵    | ۱۹    |
| ۱۵    | کوبا (CUB)                | ۹   | ۵    | ۳    | ۱۷    |
| ۱۶    | فرانسه (FRA)              | ۸   | ۱۹   | ۱۸   | ۴۵    |
| ۱۷    | اسپانیا (ESP)             | ۸   | ۱۸   | ۱۶   | ۴۲    |
| ۱۸    | آفریقای جنوبی (RSA)       | ۸   | ۱۲   | ۹    | ۲۹    |
| ۱۹    | ایرلند (IRL)              | ۸   | ۳    | ۵    | ۱۶    |
| ۲۰    | کانادا (CAN)              | ۷   | ۱۵   | ۹    | ۳۱    |
| ۲۱    | نیوزیلند (NZL)            | ۶   | ۷    | ۴    | ۱۷    |
| ۲۲    | نیجریه (NGR)              | ۶   | ۵    | ۲    | ۱۳    |
| ۲۳    | مکزیک (MEX)               | ۶   | ۴    | ۱۱   | ۲۱    |
| ۲۴    | ژاپن (JPN)                | ۵   | ۵    | ۶    | ۱۶    |
| ۲۵    | بلاروس (BLR)              | ۵   | ۲    | ۳    | ۱۰    |
| ۲۶    | الجزایر (ALG)             | ۴   | ۶    | ۹    | ۱۹    |
| ۲۷    | جمهوری آذربایجان (AZE)    | ۴   | ۵    | ۳    | ۱۲    |
| ۲۸    | مصر (EGY)                 | ۴   | ۴    | ۷    | ۱۵    |
| ۲۹    | سوئد (SWE)                | ۴   | ۴    | ۴    | ۱۲    |
| ۳۰    | اتریش (AUT)               | ۴   | ۳    | ۶    | ۱۳    |
| ۳۱    | تایلند (THA)              | ۴   | ۲    | ۲    | ۸     |
| ۳۲    | فنلاند (FIN)              | ۴   | ۱    | ۱    | ۶     |
| ۳۳    | سوئیس (SUI)               | ۳   | ۶    | ۴    | ۱۳    |
| ۳۴    | هنگ کنگ (HKG)             | ۳   | ۳    | ۶    | ۱۲    |
| ۳۵    | نروژ (NOR)                | ۳   | ۲    | ۳    | ۸     |
| ۳۶    | بلژیک (BEL)               | ۳   | ۱    | ۳    | ۷     |
| ۳۷    | مراکش (MAR)               | ۳   | ۰    | ۳    | ۶     |
| ۳۸    | مجارستان (HUN)            | ۲   | ۶    | ۶    | ۱۴    |
| ۳۹    | صربستان (SRB)             | ۲   | ۳    | ۰    | ۵     |
| ۴۰    | کنیا (KEN)                | ۲   | ۲    | ۲    | ۶     |
| ۴۱    | اسلواکی (SVK)             | ۲   | ۱    | ۳    | ۶     |
| ۴۲    | جمهوری چک (CZE)           | ۱   | ۶    | ۴    | ۱۱    |
| ۴۳    | ترکیه (TUR)               | ۱   | ۵    | ۴    | ۱۰    |
| ۴۴    | یونان (GRE)               | ۱   | ۳    | ۸    | ۱۲    |
| ۴۵    | اسرائیل (ISR)             | ۱   | ۲    | ۵    | ۸     |
| ۴۶    | امارات متحده عربی (UAE)   | ۱   | ۱    | ۱    | ۳     |
| ۴۷    | لتونی (LAT)               | ۱   | ۱    | ۰    | ۲     |
| ۴۷    | نامیبیا (NAM)             | ۱   | ۱    | ۰    | ۲     |
| ۴۷    | رومانی (ROU)              | ۱   | ۱    | ۰    | ۲     |
| ۵۰    | دانمارک (DEN)             | ۱   | ۰    | ۴    | ۵     |
| ۵۱    | آنگولا (ANG)              | ۱   | ۰    | ۱    | ۲     |
| ۵۲    | بوسنی و هرزگوین (BIH)     | ۱   | ۰    | ۰    | ۱     |
| ۵۲    | شیلی (CHI)                | ۱   | ۰    | ۰    | ۱     |
| ۵۲    | فیجی (FIJ)                | ۱   | ۰    | ۰    | ۱     |
| ۵۲    | ایسلند (ISL)              | ۱   | ۰    | ۰    | ۱     |
| ۵۲    | جامائیکا (JAM)            | ۱   | ۰    | ۰    | ۱     |
| ۵۲    | مقدونیه (MKD)             | ۱   | ۰    | ۰    | ۱     |
| ۵۸    | کرواسی (CRO)              | ۰   | ۲    | ۳    | ۵     |
| ۵۹    | بلغارستان (BUL)           | ۰   | ۲    | ۱    | ۳     |
| ۵۹    | عراق (IRQ)                | ۰   | ۲    | ۱    | ۳     |
| ۶۱    | کلمبیا (COL)              | ۰   | ۲    | ۰    | ۲     |
| ۶۲    | آرژانتین (ARG)            | ۰   | ۱    | ۴    | ۵     |
| ۶۳    | پرتغال (POR)              | ۰   | ۱    | ۲    | ۳     |
| ۶۳    | چین تایپه (TPE)           | ۰   | ۱    | ۲    | ۳     |
| ۶۵    | مالزی (MAS)               | ۰   | ۱    | ۱    | ۲     |
| ۶۵    | سنگاپور (SIN)             | ۰   | ۱    | ۱    | ۲     |
| ۶۷    | قبرس (CYP)                | ۰   | ۱    | ۰    | ۱     |
| ۶۷    | اتیوپی (ETH)              | ۰   | ۱    | ۰    | ۱     |
| ۶۷    | هند (IND)                 | ۰   | ۱    | ۰    | ۱     |
| ۶۷    | عربستان سعودی (KSA)       | ۰   | ۱    | ۰    | ۱     |
| ۶۷    | اسلوونی (SLO)             | ۰   | ۱    | ۰    | ۱     |
| ۶۷    | ازبکستان (UZB)            | ۰   | ۱    | ۰    | ۱     |
| ۷۳    | ونزوئلا (VEN)             | ۰   | ۰    | ۲    | ۲     |
| ۷۴    | اندونزی (INA)             | ۰   | ۰    | ۱    | ۱     |
| ۷۴    | سری‌لانکا (SRI)            | ۰   | ۰    | ۱    | ۱     |
| ۱۱–۷۵ | جدول کامل                 | ۱۸۰ | ۲۱۲  | ۲۲۶  | ۶۱۸   |
| مجموع | مجموع                     | ۵۰۳ | ۵۰۳  | ۵۱۶  | ۱۵۲۲  |

|}

## کشورهای شرکت‌کننده
شرکت‌کنندگان در این بازیها در ذیل آمده است:
| \| - افغانستان (۱) - آلبانی (۱) - الجزایر (۳۲) - آندورا (۱) - آنگولا (۴) - آنتیگوآ و باربودا (۱) - آرژانتین (۵۹) - ارمنستان (۲) - استرالیا (۱۶۱) - اتریش (۳۲) - جمهوری آذربایجان (۲۱) - بحرین (۲) - باربادوس (۱) - بلاروس (۳۰) - بلژیک (۴۲) - بنین (۱) - برمودا (۱) - بوسنی و هرزگوین (۱۲) - بوتسوانا (۱) - برزیل (۱۸۹) - برونئی (۱) - بلغارستان (۸) - بورکینافاسو (۲) - بوروندی (۱) - کامبوج (۱) - کامرون (۱) - کانادا (۱۴۹) - کیپ ورد (۱) - جمهوری آفریقای مرکزی (۱) - شیلی (۷) - چین (۲۸۲) - کلمبیا (۳۷) - کومور (۱) - کاستاریکا (۲) - ساحل عاج (۴) - کرواسی (۲۵) - کوبا (۲۴) - قبرس (۳) - جمهوری چک (۴۶) - دانمارک (۲۸) - جمهوری دموکراتیک کنگو (۲) - جیبوتی (۱) \| - جمهوری دومینیکن (۲) - اکوادور (۲) - مصر (۴۰) - السالوادور (۱) - استونی (۳) - اتیوپی (۴) - جزایر فارو - فیجی (۱)[۱] - فنلاند (۳۵) - فرانسه (۱۵۶) - گابن (۱) - گامبیا (۲) - گرجستان (۲) - آلمان (۱۴۵) - غنا (۴) - بریتانیای کبیر (۲۸۸) - یونان (۶۱) - گینه بیسائو (۲) - گواتمالا (۱) - هائیتی (۲) - هندوراس (۱) - هنگ کنگ (۲۸) - مجارستان (۳۳) - ایسلند (۴) - هند (۱۰) - اندونزی (۴) - ایران (۷۹) - عراق (۱۹) - ایرلند (۴۹) - اسرائیل (۲۵) - ایتالیا (۹۹) - جامائیکا (۳) - ژاپن (۱۱۶) - اردن[۲] - قزاقستان (۷) - کنیا (۱۴) - کره جنوبی (۸۸) - کویت (۶) - قرقیزستان (۱) - لائوس (۱) - لتونی (۸)[۳] \| - لبنان (۱)[۴] - لسوتو (۱) - لیبریا (۱) - لیبی (۲) - لیتوانی (۱۱)[۵] - ماداگاسکار (۱) - مالاوی (۲) - مولداوی (۲) - مقدونیه (۲) - مالت (۱) - مالزی (۲۲) - مالی (۱) - موریتانی (۲) - موریس (۲) - مکزیک (۸۱) - مغولستان (۶) - مونته‌نگرو (۱) - مراکش (۳۰) - موزامبیک (۲) - میانمار (۲) - نامیبیا (۵) - نپال (۲) - هلند (۸۸) - نیوزیلند (۲۴) - نیکاراگوئه (۲) - نیجر (۲) - نیجریه (۲۹) - کره شمالی (۱) - نروژ (۲۲) - عمان (۲) - پاکستان (۲) - فلسطین (۲) - پاناما (۲) - پاپوآ گینه نو (۲) - فیلیپین (۹) - پرو (۱) - لهستان (۱۰۰) - پرتغال (۳۰) - پورتوریکو (۲) - قطر (۱) - رومانی (۵) \| - روسیه (۱۸۳) - رواندا (۱۴) - ساموآ (۲) - سان مارینو (۱) - عربستان سعودی (۴) - سنگال (۱) - صربستان (۱۳) - سیرالئون (۱) - سنگاپور (۸) - اسلواکی (۳۳) - اسلوونی (۲۲) - جزایر سلیمان (۱) - سری‌لانکا (۷) - آفریقای جنوبی (۶۲)[۶] - اسپانیا (۱۴۲)[۷] - سورینام (۱) - سوئیس (۲۵) - سوئد (۵۹) - سوریه (۵) - چین تایپه (۱۸) - تاجیکستان (۱) - تانزانیا (۱) - تایلند (۵۰) - تیمور شرقی (۱) - تونگا (۱) - ترینیداد و توباگو (۲) - تونس (۳۱) - ترکیه (۶۹) - ترکمنستان (۵) - امارات متحده عربی (۱۵) - اوگاندا (۲) - اوکراین (۱۵۰) - ایالات متحده آمریکا (۲۱۶) - اروگوئه (۱) - ازبکستان (۱۰) - وانواتو (۱) - ونزوئلا (۲۹) - ویتنام (۱۱) - جزایر ویرجین (۱) - زامبیا (۲) - زیمبابوه (۲) \| | | | |
| - افغانستان (۱) - آلبانی (۱) - الجزایر (۳۲) - آندورا (۱) - آنگولا (۴) - آنتیگوآ و باربودا (۱) - آرژانتین (۵۹) - ارمنستان (۲) - استرالیا (۱۶۱) - اتریش (۳۲) - جمهوری آذربایجان (۲۱) - بحرین (۲) - باربادوس (۱) - بلاروس (۳۰) - بلژیک (۴۲) - بنین (۱) - برمودا (۱) - بوسنی و هرزگوین (۱۲) - بوتسوانا (۱) - برزیل (۱۸۹) - برونئی (۱) - بلغارستان (۸) - بورکینافاسو (۲) - بوروندی (۱) - کامبوج (۱) - کامرون (۱) - کانادا (۱۴۹) - کیپ ورد (۱) - جمهوری آفریقای مرکزی (۱) - شیلی (۷) - چین (۲۸۲) - کلمبیا (۳۷) - کومور (۱) - کاستاریکا (۲) - ساحل عاج (۴) - کرواسی (۲۵) - کوبا (۲۴) - قبرس (۳) - جمهوری چک (۴۶) - دانمارک (۲۸) - جمهوری دموکراتیک کنگو (۲) - جیبوتی (۱) | - جمهوری دومینیکن (۲) - اکوادور (۲) - مصر (۴۰) - السالوادور (۱) - استونی (۳) - اتیوپی (۴) - جزایر فارو - فیجی (۱) - فنلاند (۳۵) - فرانسه (۱۵۶) - گابن (۱) - گامبیا (۲) - گرجستان (۲) - آلمان (۱۴۵) - غنا (۴) - بریتانیای کبیر (۲۸۸) - یونان (۶۱) - گینه بیسائو (۲) - گواتمالا (۱) - هائیتی (۲) - هندوراس (۱) - هنگ کنگ (۲۸) - مجارستان (۳۳) - ایسلند (۴) - هند (۱۰) - اندونزی (۴) - ایران (۷۹) - عراق (۱۹) - ایرلند (۴۹) - اسرائیل (۲۵) - ایتالیا (۹۹) - جامائیکا (۳) - ژاپن (۱۱۶) - اردن - قزاقستان (۷) - کنیا (۱۴) - کره جنوبی (۸۸) - کویت (۶) - قرقیزستان (۱) - لائوس (۱) - لتونی (۸) | - لبنان (۱) - لسوتو (۱) - لیبریا (۱) - لیبی (۲) - لیتوانی (۱۱) - ماداگاسکار (۱) - مالاوی (۲) - مولداوی (۲) - مقدونیه (۲) - مالت (۱) - مالزی (۲۲) - مالی (۱) - موریتانی (۲) - موریس (۲) - مکزیک (۸۱) - مغولستان (۶) - مونته‌نگرو (۱) - مراکش (۳۰) - موزامبیک (۲) - میانمار (۲) - نامیبیا (۵) - نپال (۲) - هلند (۸۸) - نیوزیلند (۲۴) - نیکاراگوئه (۲) - نیجر (۲) - نیجریه (۲۹) - کره شمالی (۱) - نروژ (۲۲) - عمان (۲) - پاکستان (۲) - فلسطین (۲) - پاناما (۲) - پاپوآ گینه نو (۲) - فیلیپین (۹) - پرو (۱) - لهستان (۱۰۰) - پرتغال (۳۰) - پورتوریکو (۲) - قطر (۱) - رومانی (۵) | - روسیه (۱۸۳) - رواندا (۱۴) - ساموآ (۲) - سان مارینو (۱) - عربستان سعودی (۴) - سنگال (۱) - صربستان (۱۳) - سیرالئون (۱) - سنگاپور (۸) - اسلواکی (۳۳) - اسلوونی (۲۲) - جزایر سلیمان (۱) - سری‌لانکا (۷) - آفریقای جنوبی (۶۲) - اسپانیا (۱۴۲) - سورینام (۱) - سوئیس (۲۵) - سوئد (۵۹) - سوریه (۵) - چین تایپه (۱۸) - تاجیکستان (۱) - تانزانیا (۱) - تایلند (۵۰) - تیمور شرقی (۱) - تونگا (۱) - ترینیداد و توباگو (۲) - تونس (۳۱) - ترکیه (۶۹) - ترکمنستان (۵) - امارات متحده عربی (۱۵) - اوگاندا (۲) - اوکراین (۱۵۰) - ایالات متحده آمریکا (۲۱۶) - اروگوئه (۱) - ازبکستان (۱۰) - وانواتو (۱) - ونزوئلا (۲۹) - ویتنام (۱۱) - جزایر ویرجین (۱) - زامبیا (۲) - زیمبابوه (۲) |

| - افغانستان (۱) - آلبانی (۱) - الجزایر (۳۲) - آندورا (۱) - آنگولا (۴) - آنتیگوآ و باربودا (۱) - آرژانتین (۵۹) - ارمنستان (۲) - استرالیا (۱۶۱) - اتریش (۳۲) - جمهوری آذربایجان (۲۱) - بحرین (۲) - باربادوس (۱) - بلاروس (۳۰) - بلژیک (۴۲) - بنین (۱) - برمودا (۱) - بوسنی و هرزگوین (۱۲) - بوتسوانا (۱) - برزیل (۱۸۹) - برونئی (۱) - بلغارستان (۸) - بورکینافاسو (۲) - بوروندی (۱) - کامبوج (۱) - کامرون (۱) - کانادا (۱۴۹) - کیپ ورد (۱) - جمهوری آفریقای مرکزی (۱) - شیلی (۷) - چین (۲۸۲) - کلمبیا (۳۷) - کومور (۱) - کاستاریکا (۲) - ساحل عاج (۴) - کرواسی (۲۵) - کوبا (۲۴) - قبرس (۳) - جمهوری چک (۴۶) - دانمارک (۲۸) - جمهوری دموکراتیک کنگو (۲) - جیبوتی (۱) | - جمهوری دومینیکن (۲) - اکوادور (۲) - مصر (۴۰) - السالوادور (۱) - استونی (۳) - اتیوپی (۴) - جزایر فارو - فیجی (۱) - فنلاند (۳۵) - فرانسه (۱۵۶) - گابن (۱) - گامبیا (۲) - گرجستان (۲) - آلمان (۱۴۵) - غنا (۴) - بریتانیای کبیر (۲۸۸) - یونان (۶۱) - گینه بیسائو (۲) - گواتمالا (۱) - هائیتی (۲) - هندوراس (۱) - هنگ کنگ (۲۸) - مجارستان (۳۳) - ایسلند (۴) - هند (۱۰) - اندونزی (۴) - ایران (۷۹) - عراق (۱۹) - ایرلند (۴۹) - اسرائیل (۲۵) - ایتالیا (۹۹) - جامائیکا (۳) - ژاپن (۱۱۶) - اردن - قزاقستان (۷) - کنیا (۱۴) - کره جنوبی (۸۸) - کویت (۶) - قرقیزستان (۱) - لائوس (۱) - لتونی (۸) | - لبنان (۱) - لسوتو (۱) - لیبریا (۱) - لیبی (۲) - لیتوانی (۱۱) - ماداگاسکار (۱) - مالاوی (۲) - مولداوی (۲) - مقدونیه (۲) - مالت (۱) - مالزی (۲۲) - مالی (۱) - موریتانی (۲) - موریس (۲) - مکزیک (۸۱) - مغولستان (۶) - مونته‌نگرو (۱) - مراکش (۳۰) - موزامبیک (۲) - میانمار (۲) - نامیبیا (۵) - نپال (۲) - هلند (۸۸) - نیوزیلند (۲۴) - نیکاراگوئه (۲) - نیجر (۲) - نیجریه (۲۹) - کره شمالی (۱) - نروژ (۲۲) - عمان (۲) - پاکستان (۲) - فلسطین (۲) - پاناما (۲) - پاپوآ گینه نو (۲) - فیلیپین (۹) - پرو (۱) - لهستان (۱۰۰) - پرتغال (۳۰) - پورتوریکو (۲) - قطر (۱) - رومانی (۵) | - روسیه (۱۸۳) - رواندا (۱۴) - ساموآ (۲) - سان مارینو (۱) - عربستان سعودی (۴) - سنگال (۱) - صربستان (۱۳) - سیرالئون (۱) - سنگاپور (۸) - اسلواکی (۳۳) - اسلوونی (۲۲) - جزایر سلیمان (۱) - سری‌لانکا (۷) - آفریقای جنوبی (۶۲) - اسپانیا (۱۴۲) - سورینام (۱) - سوئیس (۲۵) - سوئد (۵۹) - سوریه (۵) - چین تایپه (۱۸) - تاجیکستان (۱) - تانزانیا (۱) - تایلند (۵۰) - تیمور شرقی (۱) - تونگا (۱) - ترینیداد و توباگو (۲) - تونس (۳۱) - ترکیه (۶۹) - ترکمنستان (۵) - امارات متحده عربی (۱۵) - اوگاندا (۲) - اوکراین (۱۵۰) - ایالات متحده آمریکا (۲۱۶) - اروگوئه (۱) - ازبکستان (۱۰) - وانواتو (۱) - ونزوئلا (۲۹) - ویتنام (۱۱) - جزایر ویرجین (۱) - زامبیا (۲) - زیمبابوه (۲) |